# Isidorus van Charax
Isidorus van Charax (Oudgrieks Isídōros ho Charakēnós) was een Grieks schrijvende geograaf uit Charax aan de Perzische Golf, die vermoedelijk leefde in de tijd van keizer Augustus. Bijna niets is van de man en zijn werk bekend. De eerste schrijver die hem vermeldde, is Plinius de Oudere (1e eeuw), die hem als bron gebruikte voor de Naturalis historia, boeken 2-6. In 6.141 noemde hij hem 'de recentste die de geografie van de wereld beschrijft'. Die geografie is vermoedelijk geschreven voor de keizer.
Aan Isidorus werden enkele werken toegeschreven, waarvan weinig bekend is. Uit overgeleverde fragmenten blijkt dat hij Grieks sprak maar ook bekend was met Aramees. Zijn geografische kennis is beïnvloed door het werk van hellenistische wetenschappers zoals Eratosthenes, zodat Isidorus wellicht een Griekse scholing had genoten.
Er zijn veertien fragmenten bekend met afstanden tussen plaatsen en afmetingen van eilanden, afkomstig uit een boek dat mogelijk als titel Períplous tês oikouménēs ('verslag van een reis door de bewoonde wereld') had. Plinius gebruikte het met de mededeling dat er verdwenen Aziatische volkeren in stonden beschreven. Eén fragment (Athenaeus, Deipnosophistai 3.46) komt uit de Tò tês Parthías Periēgētikón ('beschrijving van Parthië') en gaat over parelvissen in de Perzische Golf. Pseudo-Lucianus (Makrobioi 15 en 17) geeft twee citaten van geschiedkundige aard over koningen.
Daarnaast is de Stathmoì Parthikoí ('Parthische pleisterplaatsen') overgeleverd met een beschrijving en meting van de Parthische Koninklijke Weg die liep van Zeugma aan de Eufraat tot en met Alexandrië in Arachosia. Die route was van strategisch en economisch belang, en de tekst noemt de provincies waar die route doorheen loopt, met een nauwkeurige beschrijving van welke pleisterplaatsen men onderweg tegenkomt en wat hun onderlinge afstand is. Het westelijke deel van de route wordt veel preciezer beschreven dan het oostelijke deel. Slechts een deel van de route kan daarom gereconstrueerd worden. Voor het boek gebruikte Isidorus mogelijk verloren gegane werken zoals de Persica van Ctesias en Aramese verslagen. De Stathmoi Parthikoi lijkt compleet, maar maakte oorspronkelijk misschien deel uit van een groter werk dat het gehele Parthische rijk beschreef, zoals de Tò tês Parthías Periēgētikón. In elk geval is het werk het enige in zijn soort dat intact is overgeleverd.